# Isatis callifera
Isatis callifera är en korsblommig växtart som beskrevs av Pierre Edmond Boissier och Benedict Balansa. Isatis callifera ingår i släktet vejdar, och familjen korsblommiga växter. Inga underarter finns listade i Catalogue of Life.